# Florin Răducioiu
Florin Valeriu Răducioiu [uitspraak: rɑdutʃ'oːju] (Boekarest, 17 maart 1970) is een Roemeens voormalig voetballer die centraal in de aanval speelde. Răducioiu was tussen 1990 en 2003 actief in alle vijf Europese topcompetities: de Serie A, de Premier League, de Bundesliga, de Ligue 1 en de Primera División.
Răducioiu won de Italiaanse landstitel, de UEFA Champions League en de Supercoppa Italiana met AC Milan in 1994, hoewel zijn aandeel daarbij gering was. In 1986 begon Răducioiu zijn profcarrière bij Dinamo Boekarest, waar hij uit de jeugdopleiding doorstroomde. Răducioiu speelde 40 interlands in het Roemeens voetbalelftal en scoorde 21 maal. Op clubniveau haalde hij die statistiek nooit in één seizoen. Hij vertegenwoordigde zijn land op het WK 1990, het WK 1994 en het EK 1996.

## Clubcarrière

### Doorbraak in Roemenië

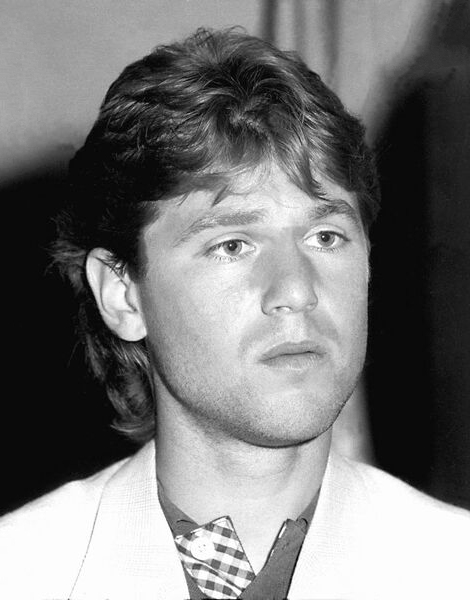
Florin Răducioiu in 1995

Răducioiu zette een opmerkelijke prestatie neer door in de vijf hoogst ingeschatte Europese competities te spelen gedurende zijn profcarrière. Voorts was de Roemeen individueel succesvoller voor land dan voor club. Răducioiu was een voetbalnomade en had veelal moeite om een basisplaats vast te houden. Răducioiu stroomde in 1986 door vanuit de jeugd van Dinamo Boekarest, een van de grote clubs uit de stad waar hij geboren werd. Zijn eerste coach was Mircea Lucescu, die hem liet debuteren. Răducioiu bereikte met Dinamo de halve finales van de UEFA Beker der Bekerwinnaars in het seizoen 1989/1990, waarin de club werd uitgeschakeld door RSC Anderlecht. Hij verhuisde na het behalen van de Roemeense landstitel met Dinamo, in datzelfde seizoen 1989/1990, naar Italië. Hij werd er ingelijfd door Bari, waar hij vijf keer scoorde uit 30 competitiewedstrijden.

### Italië: transfer naar AC Milan
Florin Răducioiu verkaste in de zomer van 1992 van Hellas Verona naar Brescia, waar de aanvaller zich pas echt liet gelden. Hij scoorde dertien keer uit 29 wedstrijden, wat AC Milan niet ontging. AC Milan haalde hem naar San Siro, maar de aanvaller brak geen potten en trad slechts zeven keer aan voor Milan in de Serie A. Hij was evenwel onderdeel van de selectie die dat jaar de UEFA Champions League won. Milan versloeg het "Dream Team" van coach Johan Cruijff, het Spaanse FC Barcelona, overtuigend met zware 4–0 cijfers na onder meer twee doelpunten van Daniele Massaro, een van de grote concurrenten van Răducioiu in de aanval. Hij speelde daarnaast weinig omdat de Joegoslaviër Dejan Savićević dat seizoen schitterde naast Massaro.

### Verhuis naar Spanje
Het avontuur bij Milan werd daarom een ontgoocheling voor de Roemeense aanvaller. RCD Espanyol bood hem de kans aan zijn carrière opnieuw te lanceren. In Spanje knoopte Răducioiu met de goeie vorm van weleer aan, hoewel hij niet al te regelmatig scoorde. Răducioiu maakte veertien competitiedoelpunten voor Espanyol, de stadsrivaal van FC Barcelona, in twee seizoenen bij de club.

### West Ham United
Florin Răducioiu werd na Euro 1996 aangetrokken door Premier League-club West Ham United, waar Harry Redknapp op dat moment de touwtjes in handen had. Răducioiu kreeg dan wel vaak de voorkeur boven de wat oudere maar doelgerichte Tony Cottee – een jeugdproduct van West Ham en een echte goalgetter die letterlijk door de Roemeen naar de uitgang werd gespeeld (omdat Redknapp zijn aanwinst het vertrouwen gaf). Echt overtuigen kon hij niet, getuige daarvan twee doelpunten uit slechts twaalf competitiewedstrijden. Cottee vertrok op 1 oktober 1996 naar Maleisië en Răducioiu verliet de club reeds in de wintermercato van 1996/1997. Harry Redknapp was met de klap twee spitsen kwijt en noemde Răducioiu twintig jaar later een van de slechtste transfers die hij ooit afhandelde.

### Terugkeer naar Espanyol en VfB Stuttgart
Răducioiu keerde van lieverlee terug naar Espanyol, waar hij weer beter deed met nog vijf doelpunten uit 10 competitiewedstrijden. Răducioiu verliet Spanje in 1997 en vertrok naar de Duitse Bundesliga, waar hij tekende bij de toenmalige topclub VfB Stuttgart. Joachim Löw, de voormalige bondscoach van Duitsland, was destijds de coach van Stuttgart en onder zijn leiding bereikte men in 1998 de finale van de Europacup II. Stuttgart verloor van het Engelse Chelsea met 0–1. Răducioiu zat niet in de selectie. Aanvoerder Fredi Bobic en de Nigeriaan Jonathan Akpoborie startten aan de wedstrijd en de Joegoslaviër Sreto Ristić mocht op de bank zitten als reserve-aanvaller.

### Latere carrière
Na slechts een seizoen verliet Florin Răducioiu Stuttgart en keerde terug naar het Italiaanse Brescia. Răducioiu speelde daar vooral in zijn eerste seizoen frequent mee en scoorde vijf keer in de Serie A. Echter was dit een totaal van twee seizoenen, waardoor zijn productiviteit laag bleef. Hij speelde 37 competitiewedstrijden voor Brescia, maar verruilde de club in 2000 voor de heimat: Dinamo Boekarest, waar de aanvaller zijn eerste voetbalstappen zette. Zijn carrière geraakte echter alsmaar verder in het slop want ook bij zijn jeugdclub haalde Răducioiu geen hoog niveau meer. Hij scoorde één doelpunt uit amper acht wedstrijden en verliet Dinamo alweer in juni 2001. Hij verhuisde naar Frankrijk, waar hij een contract ondertekende bij AS Monaco. Răducioiu had nu in alle grote Europese competities gespeeld. In de Ligue 1 scoorde hij twee keer uit 12 wedstrijden. Zijn laatste werkgever was het Franse US Créteil-Lusitanos, waarmee hij uitkwam in de Ligue 2. Een 33-jarige Răducioiu zette medio 2004 een punt achter zijn loopbaan.

## Erelijst
| Competitie            |                  |                  |                  |                  |
| Competitie            | Aantal           | Jaren            |                  |                  |
| Dinamo Boekarest      | Dinamo Boekarest | Dinamo Boekarest | Dinamo Boekarest | Dinamo Boekarest |
| --------------------- | ---------------- | ---------------- | ---------------- | ---------------- |
| Liga 1                | 1x               | 1990             |                  |                  |
| Cupa României         | 2x               | 1986, 1990       |                  |                  |
| AC Milan              |                  |                  |                  |                  |
| Serie A               | 1x               | 1994             |                  |                  |
| Supercoppa Italiana   | 1x               | 1993             |                  |                  |
| UEFA Champions League | 1×               | 1994             |                  |                  |

## Interlandcarrière
Op internationaal niveau verpulverde Răducioiu de records. Zo scoorde hij op het WK 1994 in de Verenigde Staten liefst vier keer. Roemenië, onder bondscoach Anghel Iordănescu, werden in de kwartfinales uitgeschakeld door Zweden: nog altijd het beste resultaat van het Roemeens nationaal elftal op een WK. In september 1994 scoorde Florin Răducioiu vier keer (in dezelfde wedstrijd) tegen de Faeröer, een Roemeens nationaal record dat later slechts zou geëvenaard worden door verdediger Gheorghe Popescu.
Florin Răducioiu werd door bondscoach Anghel Iordănescu geselecteerd voor het EK 1996 in Engeland. De beste speler was Gheorghe Hagi, die de 'Maradona van de Karpaten' werd genoemd. Răducioiu was evenwel de man die het enige doelpunt van de Roemenen scoorde, tegen Spanje op 18 juni 1996.